# Glossar der Logistik
Dieses Glossar der Logistik definiert und erläutert sowohl englische als auch deutsche Fachtermini der Logistik: Die logistische Fachsprache ist heute gespickt mit Anglizismen und Abkürzungen, die sich nicht immer unmittelbar erschließen. Daneben existieren oft mehrere deutsche Entsprechungen.

## 1–9
2PL Second Party LogisticsSecond Party Logistics Service Provider sind Logistikdienstleister, die auf die Übernahme von sogenannten TUL-Leistungen (Transports-, Umschlags- und Lagerungsleistungen) spezialisiert sind.
3PL Third Party LogisticsThird Party Logistics Provider sind Logistikdienstleister, die neben der Übernahme von klassischen TUL-Leistungen ihren Kunden im Rahmen von Outsourcing auch logistische Mehrwertdienstleistungen anbieten. Sie übernehmen mit eigener Infrastruktur beispielsweise die gesamte Distributionslogistik eines Warenherstellers.
4PL Fourth Party LogisticsFourth Party Logistics Provider sind Logistikdienstleister, die die logistischen Abläufe eines Unternehmens mittels eigenem Know-how koordinieren und optimieren, ohne für die Abwicklung eigene Sachwerte einzubringen.

## A
Abliefernachweis, engl. Proof of Delivery oder PODist ein Beleg, mit dem die Auslieferung einer Sendung nachgewiesen wird.
Actual time of arrival (ATA)die tatsächliche Ankunftszeit eines Verkehrsmittels am vorgegebenen Ziel. Vergleiche: ETA
Actual time of departure (ATD)Die tatsächliche Startzeit eines Luftfahrzeuges, d. h. der Zeitpunkt, zu dem das Luftfahrzeug den Bodenkontakt verliert.
Air Way Bill (AWB)Luftfrachtbrief
AndienungMitteilung der Lade- oder Löschbereitschaft.
ARA-Häfenauch ARA-Gebiet, umfasst die Seehäfen Amsterdam, Rotterdam und Antwerpen. Gebräuchliche Abkürzung in der Seeschifffahrt, beispielsweise auch bei Incoterms. So umfasst etwa der Incoterm CIF ARA die Kosten bis zu einem der Häfen im ARA-Gebiet, ohne im Handelsvertrag den exakten Hafen zu benennen.
Available to promise (ATP)Merkmal eines kundenorientierten Logistiksystems, das dem Besteller bereits bei Auftragseingang einen verbindlichen Liefertermin auf der Basis der voraussichtlich verfügbaren Bestände zu bestätigen vermag. Vergleiche: Capable-to-promise;
Avisist im Warenverkehr die Ankündigung einer Lieferung (Lieferavis), die es dem Empfänger erlaubt, rechtzeitig Vorkehrungen für die Entgegennahme der Lieferung zu treffen (Personalplanung, Lagerplanung, Produktionsplanung)

## B
BAFBunker Adjustment Factor = Frachtkostenangleich an wechselnde Treibstoffpreise in der Seeschifffahrt. Siehe auch Fuel Surcharge (Luftverkehr) und Diesel-Floater  (Straßengüterverkehr)
BeschaffungsstrategieDie Beschaffungsstrategie als Teil der Materialwirtschaft eines Unternehmens legt mittelfristig die Verteilung der Beschaffung von Gütern und Dienstleistungen auf einzelne Lieferanten fest.
Beschaffungslogistikbezeichnet in der Betriebswirtschaftslehre den Prozess des Wareneinkaufs bis zum Transport des Materials zum Eingangslager oder zur Produktion.
Bestandseinheitsiehe Stock-Keeping Unit
Break-bulk pointdt. Vereinzelungspunkt 
Logistischer Knotenpunkt, wo eine große Lieferung in einzeln weiterzuleitende Teillieferungen/Teilmengen aufgespalten wird. Gegenstück zum Consolidation point (s. d.).
BorderoEin Bordero (von franz. bordereau) ist ein Verzeichnis bei Sammelladungen, das Angaben über Empfänger, Absender, Warenbezeichnungen usw. sowie Informationen zur Behandlung der Sendung bis zur Auslieferung enthält und gehört damit zu den Warenbegleitpapieren.

## C
CAFCurrency Adjustment Factor = Währungsveränderungsfaktor
Capable-to-promise (CTP)Merkmal eines kundenorientierten Logistiksystems, das dem Besteller bereits bei Auftragseingang einen verbindlichen Liefertermin auf der Basis der Materialverfügbarkeit, Beschaffungsfähigkeit und Produktionskapazitäten zu bestätigen vermag. Vergleiche: Available-to-promise.
Chaotische Lagerhaltung
siehe Dynamische Lagerhaltung
CKDcompletely knocked down: Zerlegt in Einzelteile
ColliPackstück im Transportwesen, deutsche Schreibweise Kolli; siehe Stückgut
Consolidation pointdt. Sammelpunkt 
Logistischer Knotenpunkt, an dem mehrere Einzellieferungen zu einer Gesamtlieferung zusammengestellt werden. Gegenstück zum Break-bulk point (s. d.).
Critical path method (CPM)
siehe Netzplantechnik

## D
Decoupling-Pointsiehe Entkopplungspunkt
Diesel-Floaterdient im Straßengüterverkehr dem Frachtkostenangleich an wechselnde Treibstoffpreise, ohne dabei das zu Grunde liegende Basispreisgefüge zu verändern. Meist basiert der Diesel-Floater auf einem Referenz-Treibstoffpreis, der regelmäßig, etwa monatlich, überprüft wird. Übersteigt oder unterschreitet der aktuelle Treibstoffpreis eine von den Vertragspartnern festgelegte Schwelle, werden die Frachtkosten gemäß dem Diesel-Floater angepasst. Siehe auch Bunker Adjustment Factor (BAF) (Seeschifffahrt) und Fuel Surcharge  (Luftverkehr)
Direkte Produktrentabilität (DPR)Der Rohertrag abzüglich der direkten Produktkosten (DPK) auf Groß- und Einzelhandelsstufe, bezogen auf eine einzelne Verkaufseinheit und dient der Definition der optimalen Efficient Unit Load.
DirektverkehrEin Verkehr zwischen einem Abhol- und Empfangspunkt ohne den Wechsel des Transportmittels.
DispositionDie Disposition ist die mengenmäßige Einteilung von Aufträgen mit aktuellen Leistungsanforderungen und die terminierte Zuweisung zu den verfügbaren Ressourcen.
DurchlaufregalLagervorrichtung, bei der die Beschickung an einer Stelle und die Entnahme an einer anderen Stelle erfolgt. Zuerst eingelagerte Ware wird so zwingend auch als erste verbraucht (physisches FIFO).
Dynamische Lagerhaltung
Dabei wird stets der nächste freie Lagerplatz für eine hereinkommende Lagereinheit verwendet. Feste Zuordnungen bestehen nicht.

## E
European Article Number (EAN)ist die frühere (seit 2009 abgelöste) Bezeichnung für die Globale Artikelidentnummer (Global Trade Item Number)
Efficient Unit Loads (EUL)Um die Kosten von Einkauf, Verpackung, Transport, Umschlag und Lagerung zu optimieren bzw. zu reduzieren, wird mit Hilfe von Efficient Unit Loads eine Optimierung bzw. eine Modularisierung aller Ladungseinheiten (Unit Loads) und eine weitestgehende Standardisierung logistischer Rahmenbedingungen angestrebt.
EntkopplungspunktAm Entkopplungspunkt treffen zwei logistische Steuerkreise aufeinander. Ein logistischer Steuerkreis ist dabei der zu einem Unternehmen zugehörige Absatz- oder Beschaffungslogistikbereich. Also alle logistischen Aktivitäten entweder zur Beschaffung von Produktionsmitteln oder zum Verkauf dieser durch den Hersteller.
Enterprise-Resource-Planning (ERP)Enterprise-Resource-Planning (ERP) bzw. Unternehmensressourcenplanung bezeichnet die unternehmerische Aufgabe, die in einem Unternehmen vorhandenen Ressourcen (Kapital, Betriebsmittel oder Personal) möglichst effizient für den betrieblichen Ablauf einzusetzen und somit die Steuerung von Geschäftsprozessen zu optimieren.
EntsorgungslogistikUnter Entsorgungslogistik (oder Reverselogistik) versteht man sämtliche logistische Maßnahmen zur Vorbereitung und Durchführung der Entsorgung. Dazu gehören alle planenden und ausführenden Tätigkeiten, die sich auf die Verwendung, Verwertung und geordneten Beseitigung der Entsorgungsobjekte beziehen.
EskalationsmanagementEskalationsmanagement ist ein formalisiertes System des Troubleshootings, bei dem, abhängig vom Erreichen bestimmter Alarmstufen, vordefinierte Prozesse (Informationswege, Maßnahmen) eingeleitet werden.
Estimated time of arrival (ETA)die geplante Ankunftszeit eines Verkehrsmittels am Ziel unter den gegebenen Voraussetzungen. Vergleiche: ATA

## F
Fachkraft für HafenlogistikFachberuf im Hafenumfeld beauftragt mit der Kontrolle von Ladungen, Handling von Frachtpapieren, Klärung von Beschädigungen und weiteren Aufgaben.
Fahrerloses Transportfahrzeug (FTF)Gerät für den automatischen innerbetrieblichen Warentransport
Fahrerloses Transportsystem (FTS)Gesamtheit (System) von einem oder mehreren FTF und der für einen koordinierten Betrieb erforderlichen Leitsteuerung
FCL - Full container loadContainer-Komplettladung
Festplatzsystem(auch statische Lagerhaltung) ist ein Ordnungssystem in einem Warenlager, bei dem jedem eingelagerten Gut ein fester Platz zugeordnet ist.
First Expired – First Out (FEFO)Die Produkte mit der kürzesten Haltbarkeit werden auch zuerst ausgelagert – dient der Vermeidung von Überalterung.
First In – First Out (FIFO)Die zuerst produzierten oder eingelagerten Produkte werden auch zuerst ausgelagert – dient der Vermeidung von Überalterung.
FlughafenMit Flughafen wird ein Flugplatz samt Infrastruktur bezeichnet, auf dem normalerweise regelmäßiger kommerzieller Flugverkehr stattfindet.
Flurfördergerät, auch Flurfördermittelist ein innerbetriebliches Fördermittel auf Rädern oder Schienen zur Beförderung von Lasten, wie etwa ein Hubwagen oder ein Gabelstapler.
FTL - Full Truck LoadVolle LKW-Ladung 
Gegenteil: LTL - Less Than Truckload
Fuel Surchargebezeichnet den Treibstoffzuschlag im Luftverkehr, der auf die Basisfracht zum Ausgleich von Schwankungen der Treibstoffpreise hinzu addiert wird. Siehe auch Bunker Adjustment Factor (BAF) (Seeschifffahrt) und Diesel-Floater  (Straßengüterverkehr)
Fulfillmentist die Gesamtheit aller Aktivitäten, die nach dem Abschluss eines Vertrags der Belieferung des Kunden und der Erfüllung der sonstigen Vertragspflichten dienen.

## G
Gelbe LinieDie Bezeichnung für alle Käseprodukte im Lebensmittelhandel.
Geoinformationssystem (GIS)Geographische Informationssysteme oder Räumliche Informationssysteme (RIS) sind Informationssysteme zur Erfassung, Bearbeitung, Organisation, Analyse und Präsentation geografischer Daten. Geoinformationssysteme umfassen die dazu benötigte Hardware, Software, Daten und Anwendungen.
GetreidekontrolleurAlte Bezeichnung für die Fachkraft für Hafenlogistik.
Global Trade Item Number (GTIN)GTIN ist ein Sammelbegriff für die Code-Schemata der Barcode-Kennzeichen.
Güterverkehrszentrum (GVZ)sind Logistik-Zentren, in denen Güter zwischen unterschiedlichen Verkehrsträgern umgeladen, für Ladungen zusammengestellt und für Transportfahrten vorbereitet werden.

## H
Hafenist ein Bereich an einer Meeresküste oder am Ufer eines Flusslaufes oder Sees, an dem Schiffe anlegen können zum Umschlag von Gütern und Passagieren.
Hafenbahnist eine Eisenbahn im Hafengelände, die die Verladung von Umschlagsgut auf die Eisenbahn ermöglicht.
Hauptlaufist ein Abschnitt der Transportkette, bei dem viele Einzelsendungen von einem Versandspediteur zu einer Sammelladung bis zu einem Empfangsspediteur zusammengefasst werden; vergleiche Vorlauf, Nachlauf.
Hochregallager (HRL)ist ein Lagersystem mit Regalen ab einer Höhe von 12 Metern.
Hub and Spokebezeichnet im Transportwesen ein Transportsystem, bei dem Transporte über einen zentralen Knotenpunkt durchgeführt werden
HTSHarmonized Tariff Schedule, harmonisiertes Zollverzeichnis der Vereinigten Staaten von Amerika

## I
Incoterms - International commercial termsvon der internationalen Handelskammer ICC festgelegte Handelsklauseln, welche die Verantwortlichkeiten zwischen Verkäufer und Käufer im Hinblick auf die Lieferung von Gütern regeln.
Intermodal Transport Unit (ITU oder UTI)Kombinierter Transportbehälter (für Schiene und Straße)
Intermodaler Verkehrbeschreibt eine mehrgliedrige Transportkette, bei der ein und dieselbe Transport- oder Ladeeinheit (z. B. ein ISO-Container) mit mindestens zwei verschiedenen Verkehrsträgern befördert wird.
ISO-Containersind genormte Großraumbehälter/Seefracht-Container aus Stahl, die aufgrund genormter Abmessungen weltweit eingesetzt werden können.

## J
Just in time (JIT)Produktion oder Lieferung im Augenblick der Anforderung. Produkte werden nicht mehr lange (zwischen-)gelagert, sondern nur noch in bedarfsgerechten Teiltransportmengen geliefert.
Just in sequence (JIS)Das Just-in-sequence-Konzept ist eine Weiterentwicklung des Just-in-time-Gedankens. Bei der Bereitstellung nach dem JIS-Verfahren sorgt der Zulieferer nicht nur dafür, dass die benötigten Module rechtzeitig in der notwendigen Menge angeliefert werden, sondern auch, dass die Reihenfolge (Sequence) der benötigten Module stimmt.

## K
Kalo (Logistik)Der Gewichtsverlust einer Ware durch natürlichen Schwund oder Austrocknung.
Kombinierter Ladungsverkehr (KLV)Gütertransport über ein oder mehrere Zwischenziele mit Umladung auf ein anderes Transportmittel und/oder Zwischenlagerung.
Kommissionierfachsiehe Pick face
KontraktlogistikAusführung und Management komplexer logistischer Teile eines Geschäftsprozesses durch einen Logistikdienstleister auf der Basis eines längerfristigen Vertrages.
KüperAlte Bezeichnung für die Fachkraft für Hafenlogistik.

## L
Lademeterein im Speditions- und Transportwesen verwendetes Maß zur vereinfachten Kommunikation und Planung des Laderaumes eines Transportgefäßes, in der Regel eines geschlossenen Lkw.
Lagerhaltiger Artikelsiehe Stock-Keeping Unit
LagerhaltungUnter Lagerhaltung versteht man in Produktion und Logistik die Aufbewahrung von Material als Teilaufgabe der Materialwirtschaft.
Lagerspielbezeichnet den vollständigen Zyklus einer Einlagerung oder einer Auslagerung eines Lagergegenstands mit Regalbediengeräten.
Late differenciationmöglichst späte Variantenbildung; siehe Postponement.
LCL - Less than container loadauch Less than carload
LTL - Less than truckloadTeilladung. Transportmenge, die keine volle LKW-Ladung ausmacht. Gegenteil: FTL - Full Truck Load
Lieferantengesteuerter BestandBestandsführung durch den Lieferanten; siehe Vendor Managed Inventory
LogistikDie Logistik befasst sich mit Organisation, Steuerung, Bereitstellung und Optimierung von Prozessen der Güter-, Informations-, Energie-, Geld- und Personenströme entlang der Wertschöpfungskette sowie der Lieferkette.
LogistikdienstleisterGewerbliche Unternehmen, die hauptsächlich logistische Dienstleistungen für Dritte anbieten und erbringen.
Logistische Einheit(engl. Unit Load) 
Die Logistische Einheit wird durch die Zusammenfassung einer definierten Gütermenge zu einer manipulierbaren Einheit gebildet (engl. Unitization). Im Idealfall bleibt die Logistische Einheit über die gesamte Lieferkette hinweg erhalten, ohne dass sie in Teilmengen aufgelöst oder zu übergeordneten Einheiten zusammengefasst werden müsste. In diesem Fall würde gelten: Verpackungseinheit = Lagereinheit = Bestelleinheit = Ladeeinheit = Transporteinheit = Verbrauchseinheit. Eine hinsichtlich der logistischen Gesamtkosten günstig gebildete Logistische Einheit wird englisch als Efficient Unit Load bezeichnet. Die Bildung logistischer Einheiten ist Gegenstand der Verpackungslogistik.
Logistisches Assistenzsystemrechnergestütztes Logistikhilfsmittel

## M
MankoFehlmenge, -gewicht oder -betrag.
ManifestLadungsverzeichnis Verzeichnis aller auf einer Seereise bzw. einem Flug verladenen Güter; es gilt als Ausweis gegenüber dem Zoll und als Unterlage zur Ladungskontrolle.
MehrlieferungLieferung einer höheren als der vertraglich vereinbarten Menge.
Milk-runEine festgelegte, regelmäßig befahrene Strecke, entlang welcher Lieferungen ausgeführt werden. Vergleiche: Tour.
MinderlieferungLieferung einer geringeren als der vertraglich vereinbarten Menge.
Monitur (Spedition)Mängelfeststellung bei der Anlieferung von Seefracht.
Multimodaler TransportUnter Multimodalem Verkehr oder gebrochenem Verkehr wird im Verkehrswesen allgemein der Transport eines Gutes mit zwei oder mehr unterschiedlichen Verkehrsträgern (Schiene, Straße, Binnen- und Seeschiff, Flugzeug, Pipeline) verstanden.

## N
NachlaufIm Speditionsgeschäft ein Transport nach dem Haupttransport, beispielsweise vom Schiff im Hafen zum Empfänger eines Containers; vergleiche Vorlauf, Hauptlauf.
Nachnahme(eng.: C.O.D. Cash on delivery),(franz. Remboursement = Weltpostverein-Sprache) beschreibt eine Versand- und Zahlungsart, bei der die Bezahlung einer Ware beim Empfang derselben durch den Empfänger an das ausführende Post- bzw. Logistik-Unternehmen erfolgt.

## P
Packingdt. Verpacken; siehe Verpackung und Verpackungstechnik
PackinggroupVerpackungsgruppe; siehe auch ADR
Pick facedt. Kommissionierfach. 
Lagerfach, aus dem Waren bei der Auftragszusammenstellung entnommen werden.
PODPort of Discharge = Entladungshafen
POD/Proof of Deliverysiehe Abliefernachweis
Postunternehmen(Postbehörde) sind staatliche oder privatwirtschaftliche Unternehmen zur Beförderung und Zustellung von Briefen. Vor der Einführung der automatisierten Bearbeitung Mitte der 1990er Jahre gehörte der Versand sowohl von Briefen als auch von Paketen organisatorisch zusammen. Dies lässt sich in der Struktur vieler staatlicher europäischer Postunternehmen noch ablesen.
Postponementmöglichst späte Variantenbildung (Synonym Late differenciation).
PresselogistikLogistikprozesse, die mit Herstellung, Weiterverarbeitung, Transport und Zustellung von Printmedien verbunden sind.
Produktlogistik
Push/Pull-Boundarysiehe Entkopplungspunkt

## Q
QuartiersmannAlte Bezeichnung für die Fachkraft für Hafenlogistik.

## R
RFIDbezeichnet eine Technologie für Sender-Empfänger-Systeme zum automatischen und berührungslosen Identifizieren und Lokalisieren von Objekten mit Radiowellen. Wird in der Logistik zunehmend zur berührungslosen Identifikation von Packstücken eingesetzt. Außerdem findet die Technik auch teilweise bei elektronischen Maut-Systemen Verwendung, bei denen hindurchfahrende Fahrzeuge von entsprechenden Portalen automatisch erfasst und identifiziert werden.

## S
Sammelgutbezeichnet im Logistik- und Speditionsgewerbe Stückgüter, welche zu einer Sammelladung zusammengefasst transportiert werden.
SchiffsladungskontrolleurAlte Bezeichnung für die Fachkraft für Hafenlogistik.
Seegüterkontrolleur mit der Kontrolle von an- oder abgehender Fracht beauftragte Person in Seehäfen. Seit 2006 lautet die Berufsausbildung auf die Fachkraft für Hafenlogistik.
Serial Shipping Container Code (SSCC)dt. Nummer der Versandeinheit (NVE), eine weltweit eindeutige Nummer zur Identifizierung einer Versandeinheit
Spurmetereine Maßeinheit zur Bestimmung der Ladekapazität von RoRo-Schiffen.
Standardcontainereinheitsiehe Twenty foot equivalent unit
statische Lagerhaltungsiehe Festplatzsystem
Stock Keeping Unit (SKU)Stock Keeping Unit
StückgutStückgut bezeichnet in der Logistik alles, was sich einzeln im Stück transportieren lässt.

## T
TallymannAlte Bezeichnung für die Fachkraft für Hafenlogistik.
Twenty-foot Equivalent Unit (TEU)dt. Standardcontainereinheit
Mit TEU wird die Ladekapazität von Containerschiffen bezeichnet. Der englische Begriff entstammt dem Maß des ISO-Containers (20 ft × 8 ft × 8 ft).
Tiefwasserhafenist ein Seehafen mit größerer Wassertiefe, der auch von sehr großen Seeschiffen wie Containerschiffen, Tankern und ähnlichen angelaufen werden kann.
TourEine Fahrt ab einem bestimmten Punkt mit verschiedenen, von früheren oder späteren Touren abweichenden Haltepunkten, an denen Ware be- oder entladen wird. Touren werden im Rahmen einer Tourenplanung (s. d.) geplant und gesteuert. Vergleiche: Milk-Run.
TourenplanungUnter Tourenplanung versteht man das Problem, eine möglichst gute Zuordnung von Fahrzeugen zu Aufträgen und für jedes Fahrzeug eine optimale Reihenfolge der zu bedienenden Auftragsstandorte zu finden.
Tracking and Tracingist ein System, mit dem der Status einer Lieferung sowohl vor als auch nach der Zustellung überwacht und überprüft werden kann.
TULTransport, Umschlag, Lagerwirtschaft

## U
Unit Loadsiehe Logistische Einheit
UTIUnité de Transport Intermodal, Intermodale Transporteinheit, siehe Intermodal Transport Unit

## V
Vereinzelungspunktsiehe Break-bulk point
VerpackungSiehe Verpackung und Verpackungstechnik
Vendor Managed Inventory (VMI)Vendor Managed Inventory: Ein vom Lieferanten gemanagter Bestand, welcher sich in den Räumlichkeiten des in der Logistikkette nachgeordneten Kunden befindet.(Hersteller oder Händler)
VorlaufIm Speditionsgeschäft ein Transport vor dem Haupttransport, beispielsweise um einen Container vom Lager zum Frachtschiff zu befördern; vergleiche Hauptlauf, Nachlauf.
VorstaubereichEine reservierte Lagerfläche zur Optimierung des Beladevorgangs. Auf dem Vorstaubereich werden Ladungen für das kommende Fahrzeug (Schiff, Flugzeug, Waggon) bereitgestellt.

## W
Warehouse Location Problem (WTP)
Ein mathematisches Modell zur Standortplanung

## Y
Yard-Managementbezeichnet die Maßnahmen und Methoden zur Organisation der Prozesse und Abläufe vor einer Verladerampe, also dem Bereich, an dem Lkw oder andere Transportfahrzeuge ankommen, warten, abfahren usw.

## Z
Zeitfenstermanagementbezeichnet in der Logistik die Koordination sämtlicher Be- und Entladeprozesse an der Laderampe.
Zeitgenaues BestandssystemAutomatisches Bestandsführungssystem, das zeitgenau den Regalbestand für jedes Produkt anhand der elektronischen Wareneingangsmeldungen und der elektronischen PoS-Abverkaufsdaten ermittelt.
ZielgebietsbündelungZusammenfassung von Sendungen für ein definiertes Gebiet mit dem Ziel den Transport zu einem oder mehreren Empfängern effizient durchzuführen.
ZielkundenaffinitätMaßzahl für die Attraktivität einer Kategorie für eine ausgewählte Zielgruppe.
ZentrallagerEin Zentrallager ist ein zentraler Lagerstandort, von dem aus die Versorgung mehrerer nachgelagerter Standorte oder Kunden organisiert und gesteuert wird. Ziel des Zentrallagerwesens (ZLW) ist es, durch Bündelung von Beständen und zentralisierte Logistikprozesse eine effiziente Lagerhaltung, verbesserte Warenverfügbarkeit sowie optimierte Beschaffungs- und Distributionsprozesse sicherzustellen.
ZuliefererDer Zulieferer liefert Waren für den Hersteller.
ZusatzverpackungVerpackung mit untergeordneter Funktion (beispielsweise Deckel, Zwischenlagen), die nicht in der Packmittelverwaltung geführt wird.
ZweitplatzierungPräsentation des gleichen Artikels an einer weiteren Stelle im Markt. Dies erfolgt in der Regel an gesonderten Aktionsflächen.
ZwischenspediteurZwischenspediteure werden durch den Hauptspediteur oder Gebietsspediteur beauftragt, Teilaufgaben innerhalb der Abwicklung eines Verkehrsauftrags zu übernehmen, beispielsweise als Empfangsspediteur im Spediteursammelgutverkehr, zur Bewältigung des Vorlaufs oder Nachlaufs oder an den Nahtstellen bei Übergang von Sendungen von einem auf ein anderes Beförderungsunternehmen.